# Cryptoblepharus bitaeniatus
Espèce
Synonymes
- Ablepharus boutonii var. bitaeniata Boettger, 1913

Cryptoblepharus bitaeniatus est une espèce de sauriens de la famille des Scincidae.

## Répartition
Cette espèce est endémique de l'île française Europa dans le canal du Mozambique.

## Étymologie
Le nom spécifique bitaeniatus vient du latin bi, deux, et de taenia, la bande, en référence à l'aspect de ce saurien.

## Publication originale
- Boettger, 1913 : Reptilien und Amphibien von Madagascar, den Inseln und dem Festland Ostafrikas. in Voeltzkow, Reise in Ost-Afrika in den Jahren 1903-1905 mit Mitteln der Hermann und Elise geb. Heckmann-Wentzel-Stiftung. Wissenschaftliche Ergebnisse. Systematischen Arbeiten. vol. 3, no 4, p. 269-376 (texte intégral).